# Баяншира
Баяншира, Баян ширей. (азерб. Bayanşirə) — высококачественный местный сорт винограда, выращенный методом народной селекции на территории Азербайджана.
Распространен с средне-горном поясе.  Назван по имени села Баян Дашкесанского района Азербайджана.
В других районах республики этот сорт называют Белым виноградом, Белым соком, Бананы. Лоза растёт сильно, гроздья белые и сочные. Растёт поздно. Период вегетации 160—165 дней. В составе сока имеется 16—18 % сахара, 6—7,5 г/л кислоты.
Считается самым ценным сортом в Азербайджане для производства игристого вина. Был районирован для Азербайджана.
Сорт успешно возделывается в Российской Федерации, Молдове, Украине, Дагестане, Узбекистане, Туркмении, Таджикистане, Киргизии, Казахстане. 
Кусты сильные, требуют сильных форм, в основном веерообразных, разветвленных. Длина плодовых побегов должна составлять 10—12 глазков. Коэффициент плодоношения выше 2 % в орошаемых плодородных почвах. 
Количество плодоносных побегов 80—100 %. На молодых кустах на одном побеге бывают по 2—3 грозди.
Гроздья конусовидной или цилиндрически-конусовидной формы, средней величины или крупные. Иногда встречаются довольно плотные гроздья. Грозди молодых кустов в основном плотные. Средняя масса грозди 180—190 г.
Из Баян Ширей изготавливают лёгкие, мягкие, ароматные вина. Коньячный спирт из данного сорта быстро созревает, но игристое вино быстро стареет.